# Haus Vitré
Das Haus Vitré ist eine Familie der bretonischen Adels, die vom Beginn des 11. bis zur Mitte des 13. Jahrhunderts von Vitré aus einen Teil der Ostgrenze der Bretagne sicherte. Der Besitz gelangte mit dem Aussterben der Familie durch Heirat an das Haus Montmorency.
Der bretonische Herzog Geoffroi Béranger gab seinem Vasallen Rivallon Anfang des 11. Jahrhunderts (Geoffroi starb 1008, die Belehnung muss also davor erfolgt sein) eine auf einem Schiefersporn über der Vilaine existierende Befestigung, von der aus die Straße von Rennes nach Laval und damit in die Lehen des französischen Königs, insbesondere die Grafschaft Maine kontrolliert werden konnte. Aus der Befestigung wurde eine Burg, es entwickelten sich eine Stadt und eine mächtige Baronie.
Pierre Le Baud († 1505) in seiner 1638 publizierten Histoire de Bretagne und Louis du Bois († 1855) in seinem Essai sur l’histoire de la ville et des seigneurs de Vitré erwähnen einen Martin de Rennes als Vater von Rivallon und jüngeren Sohn von Juhel Bérenger, Graf von Rennes, somit Bruder von Herzog Conan I., womit sie das Haus Vitré mit der herzoglichen Familie verbinden, ohne dazu aber Belege vorzuweisen.
Die Familie schloss zahlreiche Ehebündnisse in der Region beidseits der Grenze (Machecoul und La Guerche-de-Bretagne auf der einen, Pouancé, Craon, Château-Gontier und Mayenne auf der anderen Seite), aber auch nach England, kaum jedoch nach Frankreich. Dennoch war es eine französische Familie, die Montmorency, die Mitte des 12. Jahrhunderts das Haus Vitré beerbte.

## Stammliste

### 11.–12. Jahrhundert
1. Rivallon le Vicaire, 1013–1022/34 bezeugt; ⚭ Guenergant, Vicomtesse de Rennes 1015–1032, vor 1038 bezeugt; das Ehepaar gründet vor 1032 die Prieuré de Marcillé
  1. Triscan/Driscamn, 1013–1022/1030–1045, 1034 bezeugt; ⚭ Enoguen, um 1059 bezeugt
    1. Robert I., 1037 Vitriacensis, um 1062 Princeps de Vitré, 1030–1045/um 1075 bezeugt, 1083 bezeugt, † vor 1106; ⚭ (1) Berthe, Dame de Craon 1064–1076, Tochter von Guérin; ⚭ (2) Berthe, 1086–1106 bezeugt
      1. (1) Enoguen, dite Domitille, Dame de Craon, † nach 28. Januar 1078; ⚭ vor 3. März 1070 Renaud, um 1068 Sire de Craon et de Sablé, † Dezember 1103 (Haus Monceaux) – Nachkommen
      2. (2) André I. de Vitré, 1055–1067/1139 bezeugt, bestattet in Vitré; ⚭ Agnès, 1106/um 1120 bezeugt, Tochter von Robert de Conteville, comte de Mortain (Haus Conteville)
        1. Robert II., um 1111 bezeugt, † 22. Mai vor 1161; ⚭ Emma, 10. April 1161 Witwe – Nachkommen siehe unten
        2. Élie, 1106/um 1120 bezeugt
        3. Gervais, um 1110 bezeugt
        4. Marquise, † nach 1162; ⚭ (1) Huges, 1116 Sire de Craon, † 1136/39 (Haus Craon); ⚭ (2) Hugues III. de Champagne, dit de Mathefelon, 1125/49 bezeugt, † wohl 1152; ⚭ (3) vor 1160 Payen de Vaiges, 1139/75 bezeugt
        5.  ? Havise; ⚭ Robert de Ferrers, 1. Earl of Derby (Haus Ferrers)

    2. (2) Robert, 1064–1076 bezeugt, † 18. August 1093/1106
      1. (2) Philippa

  2. Geoffroy, 1015–1032 bezeugt
  3. Gautier 1030–1045 bezeugt
  4. Tochter, um 1032 geistlich in der Abtei Saint Georges in Rennes

### 12.–13. Jahrhundert
1. Robert II., um 1111 bezeugt, † 22. Mai vor 1161; ⚭ Emma, 10. April 1161 Witwe – Vorfahren siehe oben
  1. Söhne, 1132 bezeugt
  2. André de Vitré, Seigneur d‘Acigné um 1120, † 22. Juni 1145, bestattet in Vitré
  3. Robert III., 1161 Sire (dominus) de Vitré, 1155/72 bezeugt, † vor 1184, wohl am 11. November 1173, bestattet in der Abtei Savigny; ⚭ Emma de Dinan, 1161 bezeugt, wird 1192 geistlich, † 18. Dezember 1205/08, Tochter von Roland de Dinan, Witwe von Hugues d’Alluye
    1. André II., Sire de Vitré, 1161 bezeugt, 1199 nennt Herzog Arthur von Bretagne ihn Cousin, nimmt 1210 gegen die Albigenser das Kreuz, testiert 1210 kurz vor dem 25. November, † vor September 1211; ⚭ (1) Mathilde de Mayenne, 1173–1184/um 1193, die Ehe wurde vor 1180 wegen Verwandtschaft annulliert; Tochter von Geoffroy, Sire de Mayenne (Haus Mayenne); ⚭ (2) Ehevertrag vom 5. März 1199, Eustachie de Rays, † vor 7. Dezember 1209, Tochter von Harscoet III., Sire de Rays, Witwe von NN, Seigneur de Blain; ⚭ (3) Lucie Paynel 1211/48 bezeugt, Schwester von Foulques Paynel
      1. (1) Anne, 1106 Geisel ihres Stiefgroßvaters Harscoet III. de Rays
      2. (2) André III., 1207 Sire de Vitré, 1239 Seigneur de Combourg, wird 1230 homo ligus des Königs von Frankreich, nimmt 1239 das Kreuz, testiert Vitré und Damiette 19. November 1249, † in der Schlacht von al-Mansura 8. Februar 1250; ⚭ (1) 1212 Catherine de Thouars, * um 1. September 1201, † vor 1237, Tochter von Guy de Thouars, Herzog von Bretagne (Haus Thouars); ⚭ (2) vor Januar 1240 Thomasse de Pouancé, 1272 Dame de Mareuil, 1240 bezeugt, † nach Dezember 1272, Tochter von Geoffroy de Pouancé, Sire de La Guerche, sie heiratete in zweiter Ehe vor 1257 Guy VII., Sire de Laval, † wohl 1267 (Haus Montmorency)
        1. (1) Philippa, Dame de Vitré, testiert 9. März 1253, † Paris 21. September 1254; ⚭ 1239 Guy VII., 1264 Sire de Laval, testiert Lyon 1265, † vor 1267 (Haus Montmorency)
        2. (1) Alix, 1248/89 bezeugt; ⚭ vor Juni 1248 Foulques II. de Mathefelon, Ritter, Seigneur de Mathefelon etc., 1248/73 bezeugt, † vor 1282
        3. (1) Eustachie, 1248 bezeugt; ⚭ Geoffroy Boterel, † 1281 (Haus Rennes)
        4. (2) Jeanne, 1254/83 bezeugt; ⚭ (1) vor Juli 1254 Robert de la Haye; ⚭ (2) Robert de Villers, 1283 bezeugt
        5. (2) Philippine, 1265/88 bezeugt, 1288 geistlich zu Longchamp
        6. (2) Marguerite, 1265/92 bezeugt, † vor August 1310; ⚭ vor 1273 Aimery d’Argenton
        7. (2) Aliette, 1265/1302 bezeugt; ⚭ vor 1269 Guillaume de Villers, † vor 1301
        8. (2) Eustachie, 1265 bezeugt, 1279 Dame de Huguettières, † 1288 nach dem 21. Oktober, bestattet in Notre-Dame de Villeneuve-lez-Nantes; ⚭ Ehevertrag 28. Januar 1267, Olivier I. de Machecoul, 1252/57 Sire de Machecoul, † 1279 wohl am 18/19. Dezember, bestattet in Notre-Dame de Villeneuve, Sohn von Peter Mauclerc, Herzog von Bretagne (Haus Frankreich-Dreux)
        9. (2) André, * 18. Juni 1248, † 15. März 1251 – Ultimus familiae

      3. Emma, 1206/12 bezeugt; ⚭ Ehevertrag Mai 1207 Alard IV., Sire de Château-Gontier, † 1215/20
      4. Robert, Ritter, Seigneur de Landavran 1210/49; ⚭ Ehevertrag 1244 Jeanne Sobrio, Tochter von Guillaume Sobrio
      5. Aliénor, 1235 bezeugt; ⚭ Jédouin de Dol, † vor 1235

    2. Alain, 1173–99 Erbe seines Muttersbruders Robert de Dinan, um 1190 Sire de Dinan, 1164/96 bezeugt, † vor 1199; ⚭ Clémence de Fougères, † 1252, Tochter von Guillaume de Fougères (Haus Fougères) und Agathe du Hommet, sie heiratete in zweiter Ehe vor 7. Oktober 1200 Ranulph de Blondeville, 1181 7. Earl of Chester, 1217 Earl of Lincoln, † Wallingford 28. Oktober 1232, bestattet in St. Warburg’s, Chester
      1. Gervaise, Dame de Dinan, † nach Juni 1248; ⚭ (1) vor 1189 Juhael II., Sire de Mayenne et de Dinan, X gegen die Albigenser 2. oder 4. Mai 1220, bestattet im Kloster Fontaine-Daniel (Haus Mayenne); ⚭ (2) Geoffroi, Vicomte de Rohan, † 15. September 1221 (Haus Rohan); ⚭ (3) vor Januar 1224 Richard Marshal, 3. Earl of Pembroke, † Kilkenny Castle 16. April 1234 (Haus Marshal)
      2.  ? Alain d’Acigné, Seigneur d’Acigné 1206/49
        1. Pierre d’Acigné, Ritter 1275

    3. Robert, 1173–84 bezeugt, † 9. Oktober oder 11. November 1209, 1193 geistlich, Domherr in Le Mans, 1198 Kantor von Notre-Dame de Paris, 1208 Elekt von Tours
    4. Joscelin, 1175–85/um 1193 bezeugt, † vor etwa 1200
    5. Martin, um 1195 geistlich
    6. Aliénor, 1168/1231 bezeugt, † zwischen 31. Mai 1232 und 12. August 1233, bestattet in der Abtei Mondaye; ⚭ (1) vor 1168 Guillaume Paynel, Seigneur de Hambye, † 1184; ⚭ (2) Gilbert Crespin, Sire de Tillières (Haus Crespin); ⚭ (3) vor 1190 William FitzPatrick, 1168 2. Earl of Salisbury, † 1196, bestattet in Bradenstoke Priory (Erstes Haus Salisbury); ⚭ (4) Gilbert de Malesmains, 1198/1205 bezeugt

  4.  ? Adélaide, 1169/81 bezeugt, Äbtissin von Saint-Georges de Rennes

### Weblink
- Charles Cawley, Medieval Lands: Seigneurs de Vitré (online, abgerufen am 7. Oktober 2019)